# Вълнение
Повърхностните води на моретата и океаните се намират в непрекъснато движение. Това се дължи на вълнението, на приливите и отливите и на океанските и морските течения. Само при спокойно състояние повърхността на океанската и морската вода е гладка.

## Морски вълни
Вълнение настъпва винаги когато се появи вятър, колкото и слаб да е той. Този вид движение на океанската и морската вода играе огромна роля както в живота на самото море, така и в живота на околните крайбрежия. Вълнението дава възможност за бързо разместване на повърхните водни слоеве, изравнява температурата, разрушава бреговете и крайбрежните съоръжения, натрупва пясъчни валове по плажовете, а когато е по-силно, разбива и по-неустойчивите плавателни съдове.
При вълнението на океанската и морската вода се наблюдава особен вид колебателни движения на водните частици. Всяка водна частица от вълната извършва кръгово движение. Първоначално частицата се издига, напредва слабо, след това слиза в първоначалното си положение. Следователно водните частици във вълната имат само видимо настъпателно движение. В действителност те извършват кръгови движения, които се предават от частица на частица. За доказателство може да послужи следният пример. Ако хвърлим в морето къс дърво, ще видим, че въпреки силното вълнение дървото не се премества нито навътре, нито към брега. Настъпващите вълни го поемат, издигат го на гребените си и след това отминават към брега, а дървото остава да се люшка на същото място.

## Елементи на вълната
Всяка вълна, малка или голяма, се състои от издигната част (гребен), вдлъбната част (основа) и склонове (онези части от вълната, които се спускат от двете страни на нейния гребен). Всяка вълна има височина, дължина и скорост на разпространение на вълнообразното движение. Под височина на вълната разбираме разликата между най-високата част на гребена и най-ниската част в основата на вълната. Средната височина на големите вълни е около 8 m. Под дължина на вълната се разбира разстоянието между гребените или основите на две съседни вълни. Под скорост на вълната се разбира пътят, който тя изминава за единица време (това движение е привидно). Средната скорост на вълните е 10 – 12 m/s.

## Видове вълни
Различават се основно три вида морски вълни: ветрови, сеизмични и стоящи
- Ветрови вълни – зараждат се под влияние на вятъра. При поява на вятър океанската и морската вода започва леко да се набръчква. С усилване на вятъра вълнението също се засилва. Вместо малки безразборни бръчици се появяват вълнички, които скоро преминават в по-големи и започват да се блъскат с шум в брега. Причината за вълнението се крие в триенето, което съществува между водата и движещия се над нея въздух. Първоначално вълнението е слабо, но със засилване на вятъра може да приеме бурен (щормови) характер и да стане застрашително за корабите. Ветровите вълни са най-силни покрай бреговете, срещу които духа вятърът. Вълнението не спира веднага с настъпването на затишието, а продължава още дълго време. Вълните обаче не образуват вече остри гребени и височината им постепенно намалява. Тези вълнения се наричат зиби или свободни вълни . Когато свободните вълни имат правилна форма и малка височина, те се наричат още мъртви вълни. Ветровите вълни имат най-различни размери – от няколко десетки сантиметра до няколко метра. Големината им не зависи толкова от силата на вятъра, колкото от размерите на водния басейн и от постоянството на вятъра. При силно вълнение в открит океан вълните обикновено достигат 6 – 8 m височина, а в някои южни части на Атлантическия, индийския и Тихия океан са наблюдавани вълни и до 12 – 13 m.[1]
- Сеизмични вълни – възникват при мощни земетресения. Височината на вълните е много голяма (2 – 3 m в открития океан, 15 – 30 m и повече по бреговете), скоростта им също (400 – 800 km/h) и се придвижват на големи разстояния. Тези вълни се наричат цунами и много често причиняват катастрофални разрушения и взимат човешки жертви. При изригването на подводни вулкани също се образуват големи и разрушителни вълни. През 1883 г. при изригването на вулкана Кракатау се е образувала вълна, висока 25 – 35 m. Тя е отнесла жителите на два съседни острова. За 23 часа и 31 минути същата вълна е прекосила Тихия океан и е достигнала бреговете на Южна Америка, а след 32 часа и 15 минути е била почувствана и по бреговете на Франция.[1]
- Стоящи вълни (наричат се още сейши). Те се образуват при различия в атмосферното налягане. Тяхната амплитуда в морските басейни понякога достига 2 m, а периодът на колебание – до 22 часа.[1]

Освен тези три вида морски вълни в океаните и моретата се наблюдават още: Вътрешни вълни, които възникват най-често на границата между два водни слоя с различна плътност. Амплитудите на тези вълни са големи (десетки метри), а периодът им може да продължи две седмици. Открити са през 1902 г. от норвежкия океанограф Фритьоф Нансен; Мъртва вода – явлението е сходно с вътрешните вълни и възниква на границата между два водни слоя, които се различават рязко по своята плътност.

## Прибой на вълните
В крайбрежните води вълните започват да изпитват влиянието на дъното. Вследствие на това настъпва нарушаване на тяхната форма и движение. Горните части на вълните се изнасят по-напред и се разбиват в брега. В резултата на това морските брегове непрекъснато се рушат и се създават различни брегови форми, откоси, плажове и др. При силни ветрове пясъчните материали от плажовете се пренасят по-навътре в сушата и образуват крайбрежни дюни, които са много характерни за нашето Южно черноморие.